# Linas
Linas é uma comuna francesa localizada a vinte e seis quilômetros ao sudoeste de Paris, no departamento de Essonne na região da Ilha de França. 
Seus habitantes são chamados Linois.

## Geografia

### Hidrografia

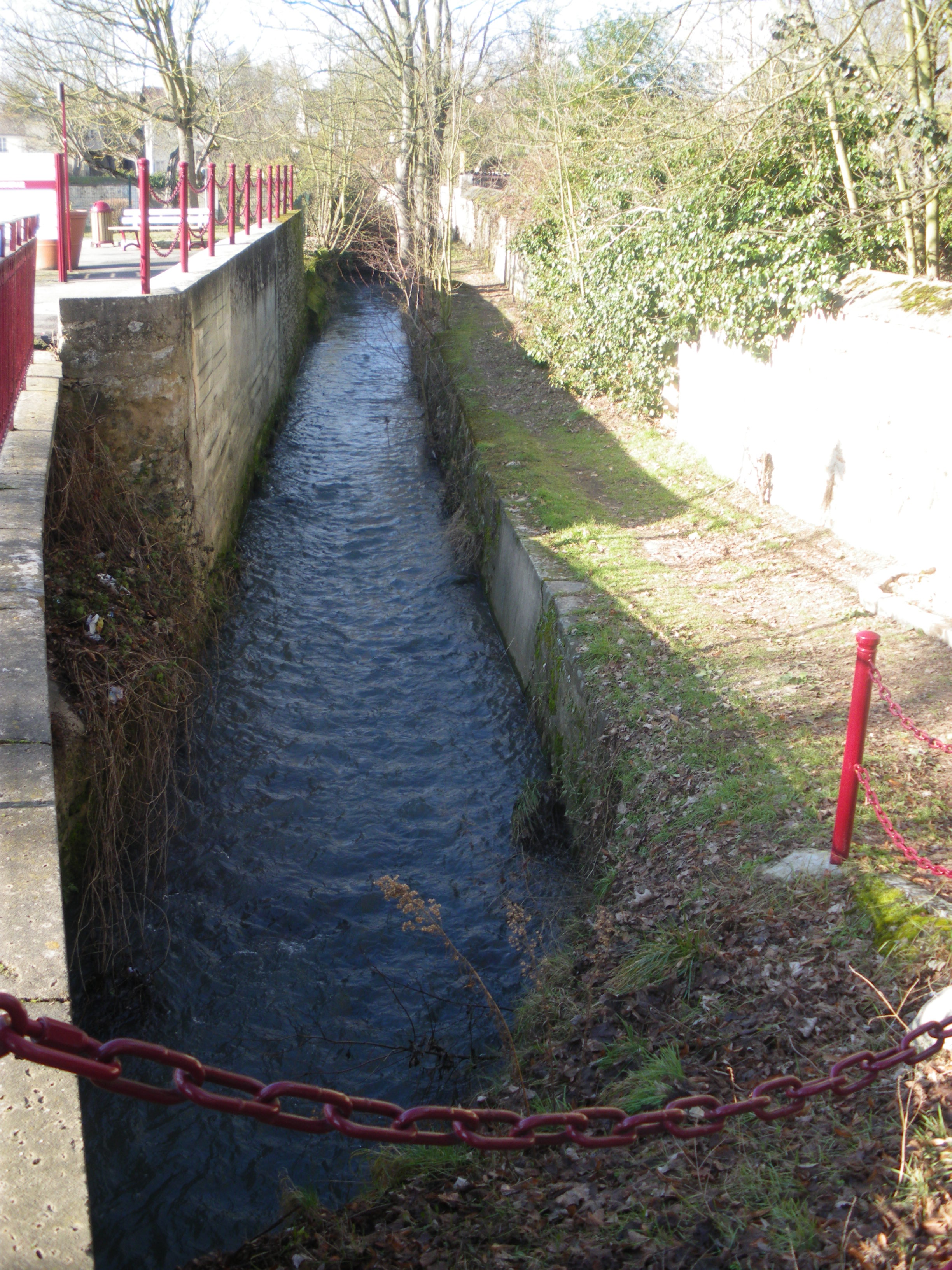
O Sallemouille em Linas.

A comuna é banhada pelo Sallemouille que se junta mais baixo o vale do Orge. O Sallemouille também é chamado de Buisson ou Buthion nos títulos da Idade Média.

## Toponímia
Linais, Limaias em 936, Linæ, Linays, Linax em 1384. 
O nome da cidade vem do linho, que aí teria sido cultivado.
O lugar era conhecido anteriormente como Linais, foi citado em 936 em uma carta de Luís IV. 
A comuna foi fundada em 1793 sob o nome de Linois, a ortografia foi introduzida em 1801 no bulletin des lois.

## História
Um aspecto particular de Linas é a sua posição sobre um eixo de circulação muito movimentado de longa data. Hoje chamada N 20, esta via ligando Paris a Étampes e além para Orleans ou Pithiviers segue mais ou menos a rota da Gália pré-romana servindo as mesmas cidades; os romanos não fizeram senão tomar a rota. É também uma parte da via Turonensis, ramal mais setentrional do caminho de Compostela na França. 

### Antiguidade
As escavações sob e em torno da igreja atual têm revelado uma necrópole datando do Baixo Império (séculos III a V) e da Alta Idade Média (séculos V ao X), bem como vestígios do período galo-romano no século XVII. 

### Idade Média
A Linas da Alta Idade Média possuía uma igreja dedicada a são Vicente. Um documento de 884 menciona a translação das relíquias de são Merry de Paris a Linas. Em 936 Luís IV de Ultramar fundou a abadia Saint-Merry em Linas. 
A história de Linas está intimamente ligada à sua dependência vis-à-vis de Montlhéry, desde a criação, em 991 do castelo de Montlhéry, que submete e domina a vila de Linas, e por seu papel como um subúrbio,para além dos muros da cidade de Montlhéry e da porte Baudry. 
Em 1207, o bispo de Paris Odão de Sully quis aumentar o culto na igreja Saint-Vincent de Linas (pelo qual se aprende que a igreja de Linas, dedicada a são Vicente, o será em são Mederico sob o nome de Saint-Merry somente após a instalação do capítulo em Linas), e para fazer isto é aí instala cânones da colegiada da igreja Saint-Marcel de Paris. Uma igreja colegiada é construída em Linas, de que ele continua a ser a base para a torre do sino e uma parte do coro com cabeceira plana. 
Posteriormente à instalação dos cânones, portanto, é também no século XIII que o senhorio de Linas, que até então tinha sido inteiramente nas mãos dos senhores leigos, foi dividido em três senhorios: o de la Roue, que possuía feudos em comum com a Ordem de São João de Jerusalém a partir do século XV e depois também com le Déluge (uma comenda hospitalar em Marcoussis), a partir do século XVII; o de Guillerville, e o do capítulo dos cânones do priorado Saint-Merry. Alguns documentos antigos se referem ao capítulo desta colegiada "Monsieur Saint-Merry de Linas", fazendo assim de uma comuna um senhor de parte inteira e de acordo com o que esta comunidade representava no direito feudal.
A colegiada, senhor eclesiástico de Linas, dificilmente tem beneficiado a partir de doações ; ele inclui receitas principalmente por compras, exceto para os subornos dada pelo bispado. No século XIII, época das grandes criações dos mosteiros: os dons são mais direcionados para as ordens mendicantes, e o dinheiro vai para as peregrinações e as cruzadas. No entanto, como o senhor eclesiástico que o capítulo estava recebendo os aluguéis, e, como igreja, ele foi receber os dízimos. Muitas vezes, os senhores, leigos havia pego os dízimos, e ele foi proibido o comércio em si. Mas uma exceção é feita aqui: em 18 de julho de 1246, o papa Inocêncio IV autoriza o capítulo para comprar de volta os leigos dízimos em outras paróquias, sujeito à ratificação dos sacerdotes e dos diocesanos e também como condição para restaurar esses dízimos aos diocesano se eles o reclamam. 
Foi em Linas, como em muitos lugares do reino, uma colônia de leprosos, já relatado em 1161 em uma ordenança de Renaud, bispo de Meaux, e que ainda aparece ainda em um mapa do arcebispado de Paris de 1706. Este mapa mostra que o leprosário se situava ao longo da estrada romana, ao sul de Linas. Ela foi um senhorio eclesiástico, respondendo ao bispo por intermediário de um vigário, que tinha inspecionados regularmente. Os processos verbais destas visitas indicam que o leprosário de Linas, bem equipado com propriedades de todos os tipos, foi então uma das mais ricas casas. 
Lá existiu uma vez em Guillerville uma capela Sainte-Cathérine, cujas fundações foram transferidas para a igreja Saint-Merry de Linas.

### Época moderna

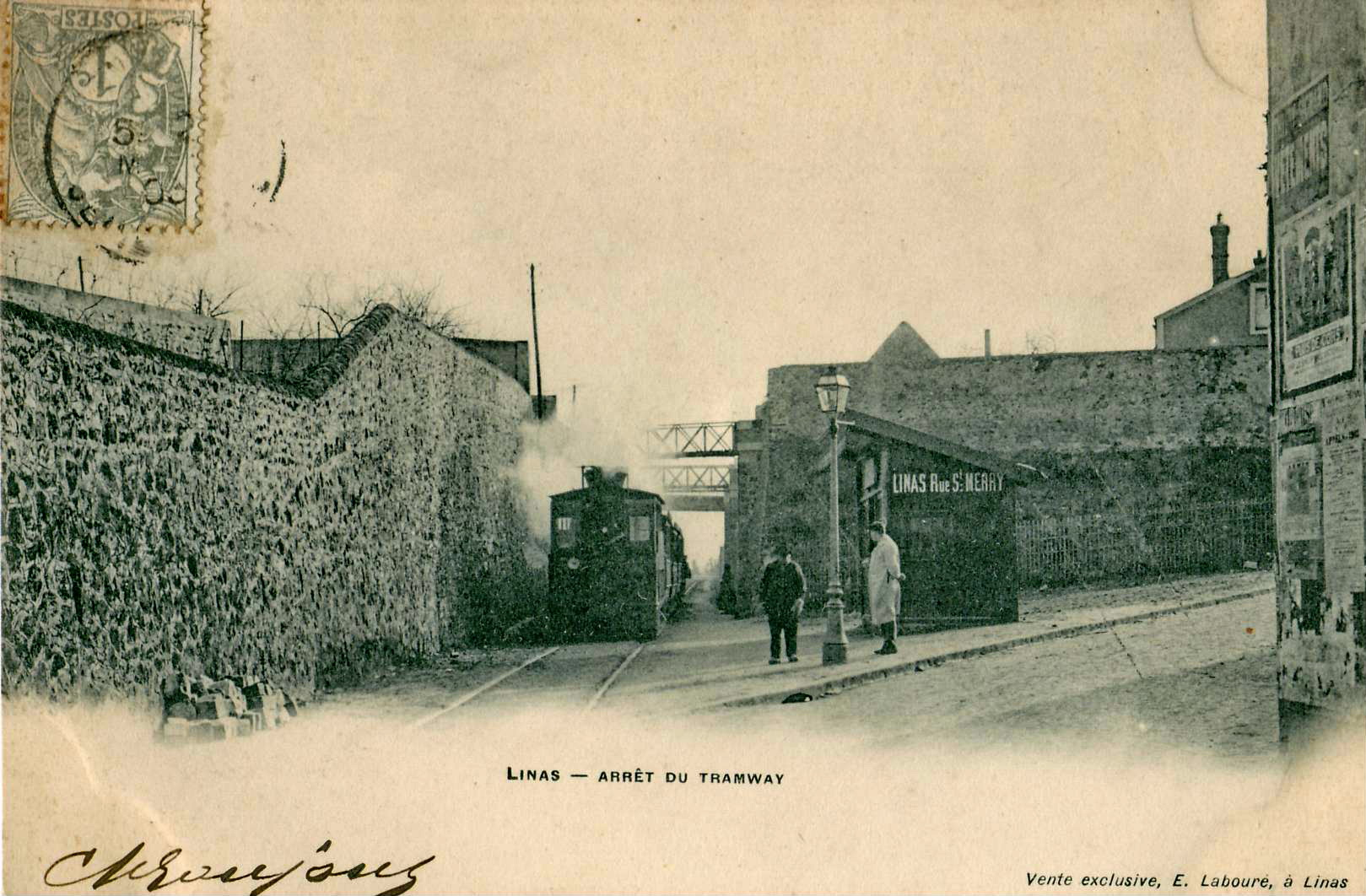
O bonde a vapor do Arpajonnais em sua parada rue Saint-Merry.

A comuna formou um distrito, hoje dissolvido, com a comuna de Montlhéry, cidade sede de cantão.
O caráter ribeirinho da estrada de Paris a Orleans (RN 20) tem-se centrado a atividade no alojamento de viajantes ou de transportadores (relé de correio). Uma atividade de cultivo de horta, autorizado pela qualidade dos solos, estimulada pelas necessidades da região de paris perto, beneficiou em grande medida a partir do estrume deixadas pelos cavalos. A construção da ferrovia entre Paris e Orleans levou à destruição do relé e o desaparecimento do artesanato (assim como os ferreiros).
O século XX viu a construção de um circuito oval de 2,5 km (1924), no território do município, complementados pela presença de um autódromo de 6,5 km. Chamado de "Autódromo de Linas-Montlhéry", este será um lugar de competição de automóvel, motociclista e ciclista, na França como em todo o mundo. A corrida dos 1 000 quilômetros de Paris é emblemático de suas atividades. Entre 1925 e 1939, 86% dos recordes mundiais são batidos. Na década de 1930 e depois da guerra, o circuito oval e o autódromo são utilizados para testes de protótipos, às vezes em maior segredo, em particular pela Citroën, que aí tem instalado uma estação de testes.
Uma pequena parte dos campos esportivos do Centre national du rugby em Marcoussis está na comuna de Linas.

## Geminação
Linas desenvolveu associações de geminação com:
- Zingan (Burkina Faso), desde 1983, localizada a 4 188 km[22].

## Cultura e patrimônio

### Patrimônio ambiental
A comuna foi recompensada com uma flor no concurso das cidades e aldeias floridas. Os bosques a leste do território comunal foram identificadas como espaços naturais sensíveis pelo Conselho geral de Essonne.

### Patrimônio arquitetônico
- A prefeitura.

- A igreja Saint-Merry.

A igreja foi classificada como monumento histórico em 5 de outubro de 1918. O campanário da igreja Saint-Merry dos séculos XII e XIII foi classificado como monumento histórico em 5 de outubro de 1928.
O Autódromo de Linas-Montlhéry construído em 1924 pelo arquiteto Raymond Jamin recebeu o rótulo de "Patrimônio do século XX".
- O château de la Roue

### Personalidades ligadas à comuna
- Antonio Ascari morto durante o GP da França.
- Henri Oreiller (1925-1962), corredor.